# Würfelnetz

Animation des Entfaltens eines Würfels

Würfelnetze sind geometrische Netze eines Würfels. Sie bestehen aus sechs kongruenten zusammenhängenden Quadraten.
Würfelnetze gehören zu den Hexominos, also Flächen aus sechs zusammenhängenden Quadraten. Jedoch stellen Würfelnetze nur eine Teilmenge der Hexominos dar: Die Würfelnetze müssen noch die Eigenschaft haben, sich zu einem Würfel zusammenzufalten.
Jedes  Würfelnetz kann aus einem der elf folgenden Würfelnetze durch Spiegelungen und Drehungen erzeugt werden:

Alle 11 möglichen Würfelnetze